# Armistici de Compiègne
|  | Per a altres significats, vegeu «segon armistici de Compiègne». |

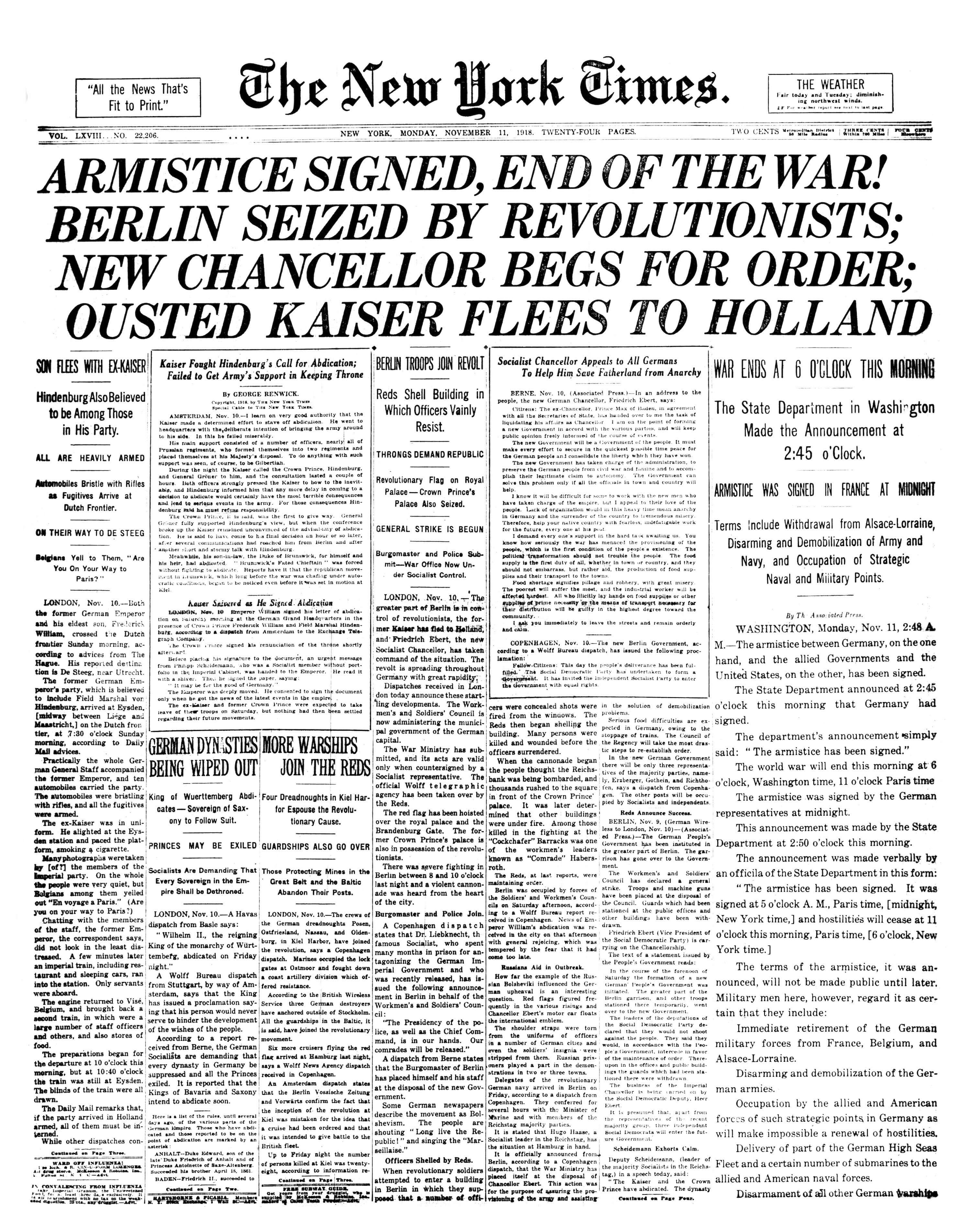
Portada de The New York Times en el dia de l'armistici, 11 de novembre 1918

L'Armistici de Compiegne va ser un acord signat l'11 de novembre de 1918 entre els Aliats de la Primera Guerra Mundial i Alemanya, en un vagó de tren al bosc de Compiègne per posar fi a les hostilitats en el front occidental de la Primera Guerra Mundial.
Els signants principals van ser el Mariscal de camp Ferdinand Foch, comandant en cap aliat, i el representant alemany, Matthias Erzberg. Els alemanys responien a les polítiques proposades pel president nord-americà Woodrow Wilson en els seus Catorze Punts de gener de 1918. Els termes, majoritàriament escrits pel mariscal Foch, van incloure el cessament de les hostilitats, la retirada de les tropes alemanyes a les seves fronteres, la preservació de les infraestructures, l'intercanvi de presoners, la promesa de les reparacions, la disposició dels vaixells de guerra i submarins alemanys, i les condicions per prolongar o acabar l'armistici.
Tot i que l'armistici va posar fi a la lluita real, es van necessitar sis mesos de negociacions a la Conferència de Pau de París per concloure el tractat de pau, Tractat de Versalles, que es va celebrar el 28 de juny de 1919.